# Эсковиль
Эскови́ль (фр. Escoville) — коммуна во Франции, находится в регионе Нижняя Нормандия. Департамент коммуны — Кальвадос. Входит в состав кантона Кабур. Округ коммуны — Кан.
Код INSEE коммуны — 14246.

## Население
Население коммуны на 2010 год составляло 725 человек.
| 1962 | 1968 | 1975 | 1982 | 1990 | 1999 | 2010 |
| ---- | ---- | ---- | ---- | ---- | ---- | ---- |
| 321  | 417  | 460  | 438  | 623  | 626  | 725  |

## Экономика
В 2010 году среди 468 человек трудоспособного возраста (15—64 лет) 358 были экономически активными, 110 — неактивными (показатель активности — 76,5 %, в 1999 году было 73,3 %). Из 358 активных жителей работали 330 человек (175 мужчин и 155 женщин), безработных было 28 (12 мужчин и 16 женщин). Среди 110 неактивных 45 человек были учениками или студентами, 46 — пенсионерами, 19 были неактивными по другим причинам.